# فهرست فضانوردان مسلمان
این فهرستی از فضانوردان مسلمان است که به فضا سفر کرده‌اند. در کل، ۱۱ مسلمان (۱۰ مرد و ۱ زن) در فضا حضور داشته‌اند.

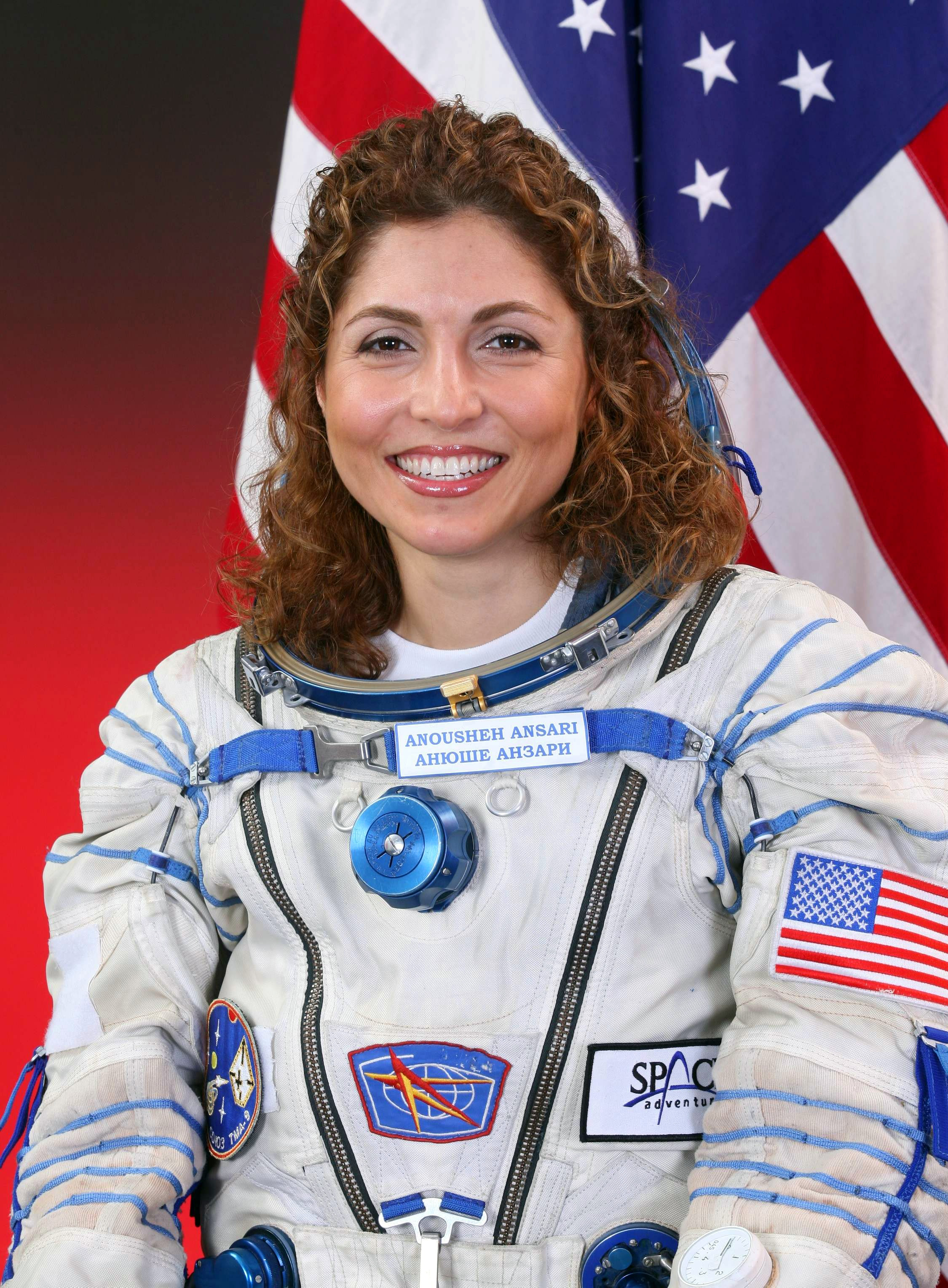
انوشه انصاری، نخستین مسلمان زن در فضا.

## لیست فضانوردان مسلمان
| کشور                                              | نام                                 | مأموریت (تاریخ پرتاب)                                                               | توضیحات                                                          |
| ------------------------------------------------- | ----------------------------------- | ----------------------------------------------------------------------------------- | ---------------------------------------------------------------- |
| عربستان سعودی                                     | سلطان بن سلمان بن عبدالعزیز آل سعود | اس‌تی‌اس-۵۱-گ (۱۷ ژوئن ۱۹۸۵)                                                          | نخستین مسلمان، نخستین سعودی، نخستین عضو یک خانواده سلطنتی در فضا |
| سوریه                                             | محمد فارس                           | Mir EP-1 (۲۲ ژوئیه ۱۹۸۷)                                                            | نخستین سوری در فضا                                               |
| اتحاد جماهیر شوروی (در حال حاضر جمهوری آذربایجان) | موسی منارف                          | Mir EO-3 (۲۱ دسامبر ۱۹۸۷) سایوز تی‌ام-۱۱ (۲ دسامبر ۱۹۹۰)                             | نخستین آذربایجانی در فضا؛ 541 روز در فضا                         |
| افغانستان                                         | عبدالاحد مومند                      | Mir EP-3 (۲۹ اوت ۱۹۸۸)                                                              | نخستین افغان در فضا                                              |
| اتحاد جماهیر شوروی (در حال حاضر قزاقستان)         | توکتار آوباکیروف                    | سایوز تی‌ام-۱۳ (۲ اکتبر ۱۹۹۱)                                                        | نخستین قزاق در فضا                                               |
| روسیه (در حال حاضر قزاقستان)                      | تالگات موسی‌بی‌اف                     | سایوز تی‌ام-۱۹ (۴ نوامبر ۱۹۹۴) سایوز تی‌ام-۲۷ (۲۵ اوت ۱۹۹۸) سایوز تی‌ام-۳۲ (۶ مه ۲۰۰۱) | دومین قزاق در فضا ,در مجموع 341 روز در فضا                       |
| روسیه (متولد قرقیزستان)                           | سالیژان شالیپوف                     | اس‌تی‌اس-۸۹ (۲۰ ژانویه ۱۹۹۸) Expedition 10 (۱۴ اکتبر ۲۰۰۴)                            | در مجموع 201 روز در فضا                                          |
| ایالات متحده آمریکا (متولد ایران)                 | انوشه انصاری                        | سایوز تی‌ام‌ای-۹ (۱۸ سپتامبر ۲۰۰۶)                                                    | نخستین گردشگری فضایی; نخستین زن مسلمان و نخستین ایرانی در فضا    |
| مالزی                                             | شیخ مظفر شکور                       | سایوز تی‌ام‌ای-۱۱ (۱۰ اکتبر ۲۰۰۷)                                                     | نخستین مالایی مالزیایی در فضا                                    |
| قزاقستان                                          | Aidyn Aimbetov                      | سایوز تی‌ام‌ای-۱۸ام (۲ سپتامبر ۲۰۱۵)                                                  | سومین قزاق در فضا                                                |
| امارات متحده عربی                                 | Hazza Almansoori                    | سایوز ام‌اس-۱۵ (۲۵ سپتامبر ۲۰۱۹)                                                     | نخستین اماراتی در فضا                                            |

## نماز گزاردن به سوی مکه در فضا
سازمان فضایی مالزی، آنگکاسا، کنفرانسی را با حضور ۱۵۰ دانشمند و عالم اسلامی در سال ۲۰۰۶ ترتیب داد تا به سوالهایی نظیر این بپردازد که چگونه باید به سمت مکه در فضا نماز گزارد. سندی در اوایل سال ۲۰۰۷ با عنوان «یک راهنمای اجرای عبادت» در ایستگاه فضایی بین‌المللی (ISS) تهیه و توسط شورای ملی فتوی مالزی تأیید شد.